# 헐티로
헐티로(Heolti-ro)는 경상북도 청도군 각남면 신당교차로에서 대구광역시 달성군 가창면 가창댐입구교차로 을 잇는 도로이다.

## 주요 경유지
경상북도
- 청도군 (각남면 . 풍각면 . 각북면)

대구광역시
- 달성군 (가창면)

## 노선
| 이름              | 접속 노선                                               | 소재지        | 소재지                | 소재지        | 비고          |
| 각남로와 직결     | 각남로와 직결                                           | 각남로와 직결 | 각남로와 직결         | 각남로와 직결 | 각남로와 직결 |
| ----------------- | ------------------------------------------------------- | ------------- | --------------------- | ------------- | ------------- |
| 신당 교차로       | 국도 제20호선 (청려로) 국가지원지방도 제30호선 (한재로) | 청도군        | 각남면                | 각남면        |               |
| 녹명교            |                                                         | 청도군        | 각남면                | 각남면        |               |
| 풍각교            |                                                         | 청도군        | 각남면                | 각남면        |               |
|                   | 풍각면                                                  | 청도군        |                       |               |               |
| 이서삼거리        | 가금구라길                                              | 청도군        |                       |               |               |
| (이름없음)        | 봉기로 송서1길                                          | 청도군        |                       |               |               |
| 각북교            |                                                         | 청도군        |                       |               |               |
|                   | 각북면                                                  | 청도군        |                       |               |               |
| 남산교            |                                                         | 청도군        |                       |               |               |
| 중앙교            |                                                         | 청도군        |                       |               |               |
| 덕신교            |                                                         | 청도군        |                       |               |               |
| 헐티재            |                                                         | 청도군        | 달성군도 제8호선 구간 |               |               |
| 헐티재            |                                                         | 대구광역시    | 달성군도 제8호선 구간 | 달성군        | 가창면        |
| 정대교            |                                                         | 대구광역시    | 달성군도 제8호선 구간 | 달성군        | 가창면        |
| 오동1교           |                                                         | 대구광역시    | 달성군도 제8호선 구간 | 달성군        | 가창면        |
| 가창댐입구 교차로 | 국가지원지방도 제30호선 (가창로)                        | 대구광역시    | 달성군도 제8호선 구간 | 달성군        | 가창면        |

## 주요 시설및 건물
- 풍각중학교 (헐티로 185/송서리 553-6)
- 경북드론고등학교 (헐티로 185/송서리 553-6)
- 풍각파출소 (헐티로 212/송서리 592-1)
- 농협 축협 풍각지점 (헐티로 216/송서리 594-7)
- 농협 새청도농협 하나로마트 (헐티로 229/송서리 728-3)
- 풍각우체국 (헐티로 233/봉기리 744-3)
- 각북면 사무소 (헐티로 801/남산리 120)
- 각북보건지소 (헐티로 801/남산리 120)
- 각북치안센터 (헐티로 802/남산리 115-1)
- 청도각북우체국 (헐티로 806/남산리 272)
- 농협 서청도농협 각북지점 (헐티로 821/남산리 296)